# Proces kanonizacyjny
Proces kanonizacyjny – postępowanie w Kościele katolickim i prawosławnym, mające na celu dojście, czy życie doczesne zmarłej osoby i okoliczności śmierci mogą być podstawą do uznania jej za świętą i przyznania jej publicznego kultu, zwykle poprzedzanego beatyfikacją. Osoba ta zostaje wpisana do wykazu świętych.
Proces według prawa kanonicznego może się rozpocząć dopiero 5 lat po śmierci osoby (chociaż papież może rozpocząć ten proces w wyjątkowych warunkach nawet zaraz po śmierci). Aby człowiek został uznany za świętego, jego doczesne życie, jak i okoliczności śmierci, nie mogą budzić żadnych zastrzeżeń. Musi być także potwierdzony co najmniej jeden cud, który stał się za jego sprawą – jednak nie dotyczy to Sług Bożych ogłoszonych męczennikami.
Najkrótszy proces kanonizacyjny w historii Kościoła katolickiego dotyczył św. Antoniego z Padwy – trwał 11 miesięcy.